# 飯田洋輔
飯田 洋輔（いいだ ようすけ、1984年5月17日 - ）は、日本の俳優である。福井県武生市（現越前市）出身。元劇団四季所属。血液型はB型。飯田達郎は弟。

## 来歴
武生市立武生第一中学校（現越前市立）を経て福井県立武生高等学校在籍時、弟の飯田達郎と共にアカペラグループ「ブラスターズ」を結成し、ハモネプ第2回・第3回に出場（第3回は予選通過も決勝辞退）
高校卒業後は上京し東京藝術大学音楽部声楽科へ入学し、在学中2年時の2004年に劇団四季随時オーディション合格し、大学在学のまま劇団四季へ入団した。その年の夏『ジーザス・クライスト＝スーパースター』ジャポネスクヴァージョンのアンサンブルで初舞台を踏む。
2007年に『ジーザス・クライスト＝スーパースター』では、ペテロ、カヤパを演じる。
2008年5月には『キャッツ』のアスパラガス＝グロールタイガー/バストファージョーンズ
2009年5月5日には『美女と野獣』のビーストで舞台に立つ。
2012年1月、『壁抜け男』のデュティユル役として初出演。
2013年8月〜2014年8月にかけて、『劇団四季ソング&ダンス60 感謝の花束』では、ヴォーカルパートとして、弟の飯田達郎と共演。
2015年8月、『人間になりたがった猫』タドベリ役としてファミリーミュージカルに初出演。
2016年4月14日、阪神甲子園球場で始球式に初登板した。
2022年4月5日に阪神甲子園球場で行われた阪神タイガースの甲子園開幕戦で国歌独唱を行うために登場した。前述の通り2016年には始球式役で登場しており、公の立場で甲子園のグラウンドに立つのは約6年ぶり2回目となった。なお弟達郎も2019年に京セラドームであるが阪神主催試合で国歌独唱を行っており、兄弟共に阪神主催試合での国歌独唱経験者となった。球場では大阪四季劇場で上演されているオペラ座の怪人のファントム役として紹介されたが、実際は国歌独唱時点で大阪公演には出演しておらず、翌々日からキャッツ福岡公演でオールドデュトロノミー役を演じる事が決まっており、当日はファントムの衣装ではなくスーツ姿で歌唱を行った。この時の取材で母親の影響で「生まれた時から」の阪神ファン、「僕はライトスタンドに年間シートを持っているので、体とスケジュールが合えばいつでも来られる」と阪神ファンになった理由と年間シートの継続保持を公表している。なお当年の阪神タイガースはこの日まで開幕9連敗中だったが、洋輔が国家斉唱したこの試合で勝利し開幕9連敗を止め、当年の公式戦初勝利を記録した。
2023年8月27日に大阪四季劇場で上演されたオペラ座の怪人大阪公演千秋楽のファントム役で出演したのを最後に同年12月31日付で劇団四季を退団したことを2024年1月1日に発表した。
2024年2月10日にオフィシャルサイトとファンクラブを開設している。

## 人物
声域は深みのあるバリトン。
趣味は手品。
阪神タイガースの大ファンであり、前述のとおり2016年に阪神甲子園球場でグロールタイガーの格好で始球式に登板しており、ライトスタンドに年間シートを所持していることを公表した。大阪公演出演時の昼公演出演後に甲子園球場で阪神のナイター試合があれば現地で観戦している。当時同僚の正木棟馬をはじめ自身の影響で阪神ファンとなった劇団員も多数いた。

## 出演

### 劇団四季作品
- オペラ座の怪人 - ヘア・ドレッサー役、オペラ座の怪人
- ジーザス・クライスト＝スーパースター ジャポネスクヴァージョン - ペテロ、カヤパ
- ジーザス・クライスト＝スーパースター エルサレムヴァージョン - カヤパ
- キャッツ - アスパラガス＝グロールタイガー/バストファージョーンズ、オールドデュトロノミー
- 美女と野獣 - ビースト
- 壁抜け男 - デュティユル
- 劇団四季ソング&ダンス60 感謝の花束 - ヴォーカルパート
- 人間になりたがった猫 - タドベリ
- 劇団四季ソング&ダンス65  - ヴォーカルパート
- エビータ - チェ
- 劇団四季のアンドリュー・ロイド＝ウェバー コンサート～アンマスクド～

### 劇団四季退団後（2024年以降）

#### 舞台
- レ・ミゼラブル - ジャン・バルジャン  役[5]
- ジャージー・ボーイズ  - ニック・マッシ 役[6][7]

### 音楽活動
- The Power of Sing! Musical Consert in 仙台（2024年1月、仙台）